# Acianthera marumbyana

Acianthera marumbyana é  uma espécie de orquídea (Orchidaceae) originária do Brasil, considerada endêmica do Paraná. É planta planta de tamanho médio, de crescimento cespitoso, da afinidade da Acianthera tristis, do mesmo local, em cuja descrição lê-se que tem flores tênues com bainhas glabras. Antigamente subordinada ao gênero Pleurothallis.

## Publicação e sinônimos
- Acianthera marumbyana (Garay) Luer, Monogr. Syst. Bot. Missouri Bot. Gard. 95: 254 (2004).

Sinônimos homotipicos:
- Pleurothallis marumbyana Garay, Arch. Jard. Bot. Rio de Janeiro 12: 172 (1953).